# مرحله تعیین‌کننده سرعت
در بررسی سینتیک واکنش‌های شیمیایی چند مرحله، مرحله‌ای از سازوکار واکنش که کندتر از بقیه مراحل انجام می‌شود، مرحله تعیین‌کننده سرعت(به انگلیسی: Rate-determining step) نامیده می‌شود. اهمیت این موضوع از این جهت است که برای تعیین معادله سرعت واکنش، تعداد مراحل و همچنین مرحله تعیین‌کننده سرعت مؤثر خواهند بود.